# 覚運 (大石良雄の養子)
覚運（かくうん、元禄元年（1688年） - 宝永2年4月11日（1705年5月3日）もしくは宝暦9年（1759年）1月8日）は、江戸時代中期の僧。
元禄元年（1688年）、播磨赤穂藩足軽頭・小山良師の末子として誕生。
同藩家老・大石良雄（内蔵助）の養子となる。父・良師は大石良雄の叔父にあたり、分家から本家に養子に入った形のうえ、大石家には既に実子・大石良金が生まれていた。したがって、この養子縁組は、おそらく覚運の出自を良くする権威付けのため良師から頼まれて良雄が受けたものではないかと思われる。
後に出家し、八幡山大西坊に入山。大石良雄の実弟・専貞の弟子となった（神仏習合時代の石清水八幡宮の周りには多くの宿坊があり、その中の一つの大西坊の住職が専貞であった）。
没年については従来は宝永2年と宝暦9年2つの説があったが、平成25年（2013年）春に善法律寺（京都府八幡市）境内にて覚運の墓塔が発見され、没年が明確になった。このことから宝暦9年説が有力となっている。